# Pierre Clémenti
Pierre Clémenti, född 28 september 1942 i Paris, död 28 december 1999 i Paris, var en fransk skådespelare.

## Filmografi (urval)
- 1963 – Leoparden
- 1969 – Svinstian
- 1970 – Necropolis
- 1974 – Sweet Movie